# Абрагам, Якоб
Якоб Абрагам (нем. Jakob Abraham; 1723, Альтштрелиц — 17 июня 1800, Берлин) — немецкий резчик монетных штемпелей и медальер, отец медальера Абрагама Абрагамсона.
Работал на прусских монетных дворах, в 1750—1760 годах — в Берлине, Штеттине, Кёнигсберге, Данциге и Дрездене, затем снова в Берлине.
Создал монетные штемпеля для многих монет Пруссии. По поручению монетного двора создал новый рисунок прусского орла, изображавшегося на талерах.
Наиболее значительные созданные им медали: на 500-летие Кёнигсберга, к 100-летию гугенотской общины Берлина, на взятие Очакова Потёмкиным, серия медалей в честь побед Фридриха II в Семилетней войне (битва при Росбахе, Цорндорфское сражение, сражение при Лигнице, сражение при Торгау).
Свои работы обычно помечал «I.ABRAHAM», «I.A.» или «A».